# Place du Barlet
Pour les articles homonymes, voir Barlet.
La Place du Barlet est la plus grande place de Douai.

## Histoire
Son origine remonte à la construction de la deuxième enceinte médiévale de Douai au XIIIe siècle.
Cet espace public dès l'origine, a une forme triangulaire. Il est prénommé « Barlet » et il sert principalement pour l'organisation du « marché aux bêtes », cité ainsi sur le plan de M. Lebourgeois de 1627. Il sert aussi de lieu de rassemblement lors des exécutions capitales. On y trouve par ailleurs un four à chaux.
Lors des transformations militaires de la fin du XVIIe siècle, Les ingénieurs de Vauban y installent une grande caserne de cavalerie pouvant recevoir un régiment de 400 hommes. Elle sera détruite en 1763 par un incendie (la caserne du Barlet reste visible sur le plan relief du musée de la chartreuse).
Lors du démantèlement des remparts de la ville décidé en 1891, Douai va se doter d'un cirque municipal (actuel hippodrome) construit en 1904 par Jules Dropy, directeur du service des travaux municipaux de la ville.
C'est à ce moment que la place va prendre sa configuration définitive : l'allée centrale en face du cirque municipal s'ouvre en patte d'oie vers, d'une part la porte de Valenciennes et d'autre part vers la place d'armes, véritable cœur de la ville. La place du Barlet définit alors deux espaces symétriques de part et d'autre de cette allée. L'espace oriental sera bordée à l'Est par le Parc Bertin, qui prend le nom du maire fondateur de ce poumon vert de Douai.

## Monuments
- Le Cirque Municipal, appelé hippodrome de Douai Inscrit à l'inventaire des Monuments Historiques.

- Le parc Bertin, Inscrit à l'inventaire des espaces remarquables.

- À proximité, en covisibilité :

- La Porte de Valenciennes (Classée MH)
- L'église Notre-Dame (Classée MH)

## Événements
- La foire expo de Douai (délocalisée à Gayantexpo)
- La fête foraine, depuis près d'un siècle.
- Le départ & l'arrivée des boucles de Gayants, marathon de 10 km organisé depuis près de 30 ans.
- Marché hebdomadaire le samedi matin.

## Actualités
- La place fait l'objet d'une polémique récente quant à son avenir proche (2012) : faut-il occuper la moitié de la place en construisant un grand centre commercial ?

## Liens
- http://sauvonslaplacedubarlet.blogspot.com/
- http://geantsdouai.over-blog.com/article-25236861.html